# Lissonota punctata
Lissonota punctata là một loài tò vò trong họ Ichneumonidae.